# 恐鳥症
恐鳥症（Ornithophobia），是一種特殊恐懼症，患者對於鳥會有異常且不理性的恐懼。恐鳥症原文前綴ornitho-意思為「對於或屬於鳥類的」，來自於古希臘文ὄρνις（órnis，意思為「鳥」）。
恐鳥症也可以用來描述對鳥類的極度厭惡，例如會在採收季節於田中啄食農作物的鳥類。

## 著名的恐鳥症患者
- 英格瑪·柏格曼[4]
- 奈爾·霍蘭[5]
- 崔·楊